# Królewskie Kolegium Chirurgów Weterynaryjnych
Królewskie Kolegium Chirurgów Weterynaryjnych (Royal College of Veterinary Surgeons) – brytyjska instytucja regulująca pracę weterynarzy i pielęgniarek weterynarii w Zjednoczonym Królestwie.
Kolegium RCVS ustanowione zostało w 1844 na podstawie Royal Charter, uznającego weterynarię za odrębną profesję. Akt ten ustanawiał RCVS ciałem nadzorującym praktykowanie weterynarii oraz kształcenie weterynarzy. Pierwszym przewodniczącym został Thomas Turner.
Przepisy regulujące pracę instytucji były zmieniane kilkakrotnie. Ostatnim aktem był Veterinary Surgeons Act  z 1966, uzupełniony przez Supplemental Charter w 2015. Obecnie każdy, kto chce praktykować jako lekarz weterynarii lub pielęgniarka weterynarii w Wielkiej Brytanii, musi należeć do RCVS.
Kolegium jest zarządzane przez 42-osobową radę, która zbiera się trzy razy do roku. Członków rady w liczbie 24 wybierają weterynarze i pielęgniarki zrzeszeni w RCVS, 14 członków mianują uczelnie prowadzące wydziały weterynarii (7 uczelni), 4 członków nominuje Tajna Rada Wielkiej Brytanii. Ze swego grona rada wybiera przewodniczącego. Przewodniczący przez rok jest wiceprzewodniczącym, w następnym roku zaś przewodniczącym, a w kolejnym roku znów wiceprzewodniczącym.